# 둔포면
둔포면(屯浦面)은 대한민국 충청남도 아산시에 있는 면이다.

## 연혁
고려초 아산현에 속하였고 1895년 조선 고종 32년 지방관제 개정에 의하여 아산군에 편입되었고 1914년 3월 1일 삼북면으로 칭하였으며 1914년 9월 25일 둔포면(屯浦面)으로 개칭하여 현재까지 이르고 있다.
- 2008년 9월 17일 : 둔포리에서 우정에쉐르아파트 일대를 둔포7리로 분할[2]
- 2012년 3월 9일 : 신항리에서 두리봉, 문작골 일대를 신항2리로, 항각골 등 일대를 신항3리로 분할[3]
- 2025년 : 둔포읍으로 승격될 예정

## 행정 구역
| 법정리 | 행정리                                                        | 비고                                               |
| ------ | ------------------------------------------------------------- | -------------------------------------------------- |
| 관대리 | 관대리                                                        |                                                    |
| 둔포리 | 둔포1리, 둔포2리, 둔포3리, 둔포4리, 둔포5리, 둔포6리, 둔포7리 | 면행정복지센터 소재지 2008년 9월 17일 둔포7리 신설 |
| 봉재리 | 봉재1리, 봉재2리, 봉재3리, 봉재4리                            |                                                    |
| 산전리 | 산전리                                                        |                                                    |
| 석곡리 | 석곡1리, 석곡2리                                              |                                                    |
| 송용리 | 송용1리, 송용2리, 송용3리                                     |                                                    |
| 시포리 | 시포리                                                        |                                                    |
| 신남리 | 신남1리, 신남2리, 신남3리, 신남4리, 신남5리                   |                                                    |
| 신법리 | 신법1리, 신법2리                                              |                                                    |
| 신양리 | 신양1리, 신양2리                                              |                                                    |
| 신왕리 | 신왕1리, 신왕2리, 신왕3리                                     |                                                    |
| 신항리 | 신항1리, 신항2리, 신항3리                                     | 2012년 3월 9일 신항2,3리 신설                      |
| 염작리 | 염작1리, 염작2리                                              |                                                    |
| 운교리 | 운교1리, 운교2리                                              |                                                    |
| 운용리 | 운용1리, 운용2리, 운용3리                                     |                                                    |

## 교육
- 아산전자기계고등학교 (둔포리)
- 아산충무고등학교
- 테크노중학교 (석곡리)
- 둔포중학교 (둔포리)
- 둔포초등학교 (둔포리)
- 남창초등학교 (신남리)
- 관대초등학교 (산전리)
- 염작초등학교 (석곡리)

## 주거
| 단지명                        | 시행사         | 건설사     | 주소                         | 입주        | 비고 |
| ----------------------------- | -------------- | ---------- | ---------------------------- | ----------- | ---- |
| 아산테크노밸리 이지더원 1단지 | 이지종합개발㈜ | ㈜라인건설 | 아산밸리중앙로 50 (석곡리)   | 2015년 9월  |      |
| 아산테크노밸리 이지더원 2단지 | 이지개발산업㈜ | ㈜라인건설 | 아산밸리중앙로 58-5 (석곡리) | 2015년 9월  |      |
| 아산테크노밸리 이지더원 3단지 | 이지건설㈜     | ㈜라인건설 | 아산밸리중앙로 47 (석곡리)   | 2016년 12월 |      |
| 아산테크노밸리 이지더원 4단지 | 이지건설㈜     | ㈜라인건설 | 아산밸리중앙로 67 (석곡리)   | 2016년 12월 |      |
| 아산테크노밸리 이지더원 7단지 | 이지이노텍㈜   | ㈜라인건설 | 아산밸리남로 77 (석곡리)     | 2017년 11월 |      |
| 아산테크노밸리 이지더원 8단지 | 이지이노텍㈜   | ㈜라인건설 | 아산밸리남로 81 (석곡리)     | 2017년 12월 |      |
| 아산테크노밸리 이지더원 5단지 | 이지아산산업㈜ | ㈜라인산업 | 아산밸리북로 48 (석곡리)     | 2017년 2월  |      |
| 아산테크노밸리 이지더원 6단지 | 이지아산산업㈜ | ㈜라인산업 | 아산밸리북로 68 (석곡리)     | 2017년 2월  |      |
| 아산테크노밸리 이지더원 9단지 | 이지아산산업㈜ | ㈜라인산업 | 아산밸리남로 37 (석곡리)     | 2023년 10월 |      |